# Dingle Way

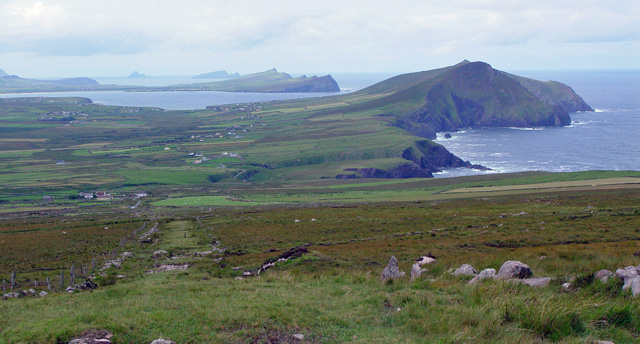
Gedeelte van de Dingle Way nabij Smerwick Harbor en Ballydavid Head

De Dingle Way (Iers: Slí Chorca Dhuibhne) is een langeafstandswandelpad in Ierland. Het pad werd door het National Trails Office van de Ierse sportbond erkend als National Waymarked Trail en wordt beheerd door het Dingle Way Committee en de Kerry County Council. 
Het wandelpad is een lusvormig pad van ongeveer 176 kilometer lang op het schiereiland Dingle in het graafschap Kerry met vertrek en aankomst in Tralee. Het kan in acht dagetappes gewandeld worden.

## Beschrijving
Het pad begint in Tralee en volgt het jaagpad langs een oud scheepskanaal richting Blennerville, waarna het een tijdje de weg volgt voordat het omhoog gaat naar een bergpad langs de noordelijke flanken van de Slieve Mish Mountains. Vanaf hier daalt het af richting Tralee Bay en het dorp Camp. De volgende etappes, van Camp naar Annascaul via Inch Strand, van Annascaul naar Dingle via Lispole en van Dingle naar Dunquin via Ventry, volgen voornamelijk secundaire wegen en boreens. Het laatste deel van de etappe tussen Dingle en Dunquin volgt een klifpad rond Slea Head. Het stuk tussen Dunquin en Ballycurrane loopt over wegen, stranden en klifpaden. Daarna volgt het meest bergachtige stuk van het wandelpad tussen Mount Brandon en de Masatiompan mountains. Op 640 meter hoogte is dit het hoogste punt dat wordt bereikt door een van de National Waymarked Trails in Ierland. De weg daalt dan af naar het dorp Cé Bhréannain en volgt een pad naar het dorp An Clochán. Vanaf An Clochán loopt het pad langs Fermoyle Strand, het langste strand van Ierland, naar Fahamore waarna het de wegen naar Castlegregory volgt. De laatste etappe volgt de kustlijn naar Camp en daarna terug richting Tralee. 

## Fotogalerij

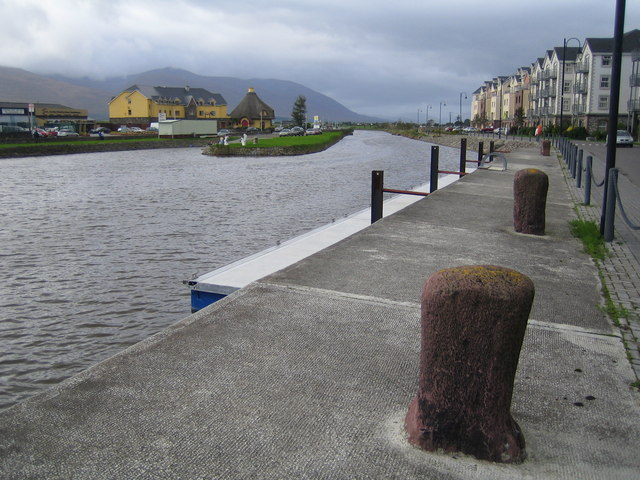
Het oude scheepskanaal tussen Tralee en Blennerville
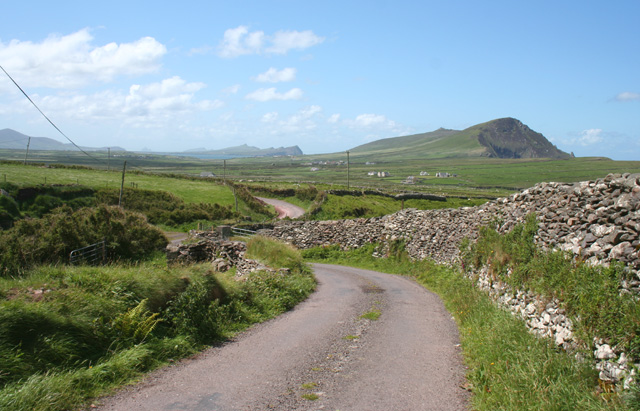
Asfaltweg richting Ballydavid Head
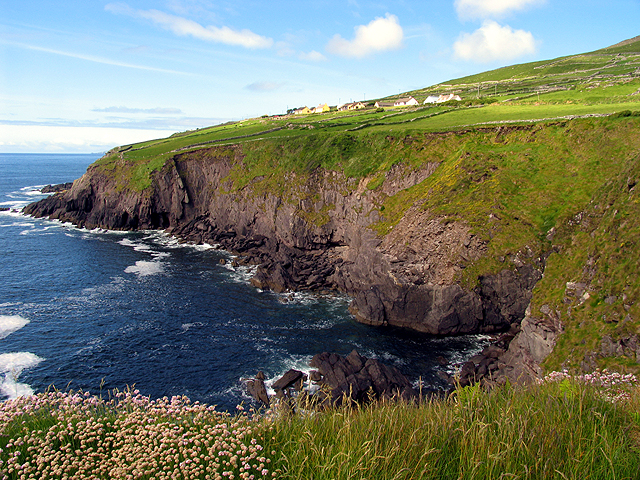
De kliffen nabij Slea Head
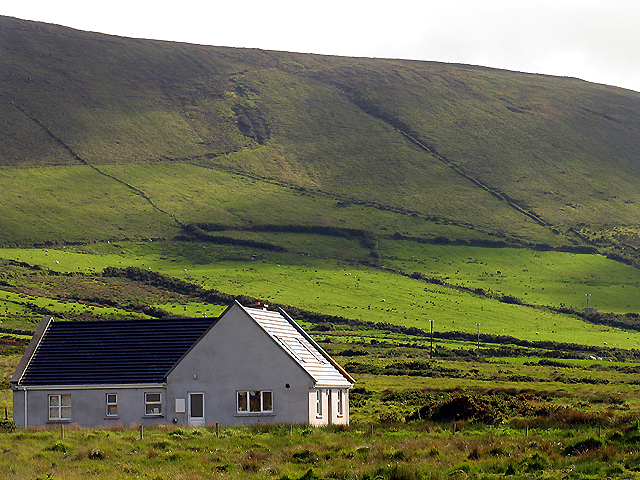
Woning en bergweide